# Carrodano
Carrodano (en lígur: Carreu, localment Caröa) és un comune (municipi) de la província de La Spezia, a la regió italiana de la Ligúria, situat uns 60 km al sud-est de Gènova i uns 20 km al nord-oest de La Spezia. L'1 de gener de 2018, la seva població era de 488 habitants.
Carrodano limita amb els municipis següents: Borghetto di Vara, Carro, Deiva Marina, Framura, Levanto i Sesta Godano.